# CSS Rappahannock
El CSS Rappahannock era una balandra de guerra de doble chimenea adquirida por la Armada de los Estados Confederados durante la Guerra de Secesión.

## Historia
El Rappahannock, una balandra de guerra a vapor, se construyó en el río Támesis en 1857 para el gobierno británico y se llamó Victor. Aunque era una embarcación bellamente modelada, numerosos defectos ocasionaron su venta en 1863. Un agente del Gobierno de los Estados Confederados la compró aparentemente para el comercio con China, pero las autoridades británicas sospecharon que estaba destinada a ser un asaltante comercial confederado y ordenaron su detención. Sin embargo, logró escapar de Sheerness, Inglaterra, el 24 de noviembre, con trabajadores todavía a bordo y solo una tripulación simbólica. Sus oficiales navales confederados se unieron en el Canal.
Cuando la compró al Almirantazgo a través de su agente secreto el 14 de noviembre, el Comdr. M. F. Maury tenía la intención de que el Rappahannock reemplazara a la Georgia de hierro no deseada y estaba a punto de transferirle la batería del Georgia. Era ideal para un crucero (casco de madera, aparejo de corteza, dos motores y una hélice de tornillo elevadora), pero estaba condenado a servir a la Confederación con el mismo glamur que un depósito flotante.
Fue comisionado como un buque de guerra confederado en marcha, pero al salir del estuario del Támesis se quemó y tuvo que ser llevado a Calais para su reparación. Allí se puso al mando al teniente C. M. Fauntleroy, CSN.
Detenido con varios pretextos por el gobierno francés, el Rappahannock nunca llegó al mar y fue entregado a los Estados Unidos al final de la guerra.
- Datos: Q2932019